# Xã Cawker, Quận Mitchell, Kansas
Xã Cawker (tiếng Anh: Cawker Township) là một xã thuộc quận Mitchell, tiểu bang Kansas, Hoa Kỳ. Năm 2010, dân số của xã này là 522 người.